# Bufo
Bufo este un gen de broaște râioase cu circa 250 de specii răspândite în toate continentele (Europa, Asia, Africa și cele două Americi), afară de Australia, Madagascar, Noua-Guinee și Insulele din Oceanul Pacific. În Europa trăiesc numai 3 specii: Bufo bufo, Bufo calamita și Bufo viridis. În România și Republica Moldova trăiesc broasca râioasă brună (Bufo bufo) și broasca râioasă verde (Bufo viridis).

## Descrierea
Au un corp bondoc, greoi, cu picioarele posterioare abia cu puțin mai puternice decât cele anterioare. Masculul este mai mic decât femela și posedă organul lui Bidder. În timpul reproducerii masculul cuprinde femela în regiunea axilară (amplex axilar).
Degetele membrelor anterioare sunt libere, iar cele de la membrele posterioare sunt palmate, fiind legate cu membrane înotătoare interdigitale care nu ajung până la oasele metatarsiene externe. În dosul ochilor au glande parotide bine pronunțate. Pupila ochiului este orizontală. Limba piriformă sau eliptică, întreagă, liberă posterior și proiectilă. Dinții absenți. Timpanul vizibil sau ascuns sub piele. Apofizele transverse ale vertebrei sacrale sunt dilatate moderat sau mult. Urostilul articulat cu doi condili. Omosternul lipsește; sternul cartila¬ginos de cele mai multe ori parțial osificat.

## Specii din România  și Republica Moldova
În România  și Republica Moldova trăiesc 2 specii: 
- broasca râioasă brună (Bufo bufo)
- broasca râioasă verde (Bufo viridis).